# Litsea mishmiensis
Litsea mishmiensis är en lagerväxtart som beskrevs av Joseph Dalton Hooker. Litsea mishmiensis ingår i släktet Litsea och familjen lagerväxter. Inga underarter finns listade i Catalogue of Life.